# Home Room
Home Room è un film indipendente statunitense del 2002 diretto e scritto da Paul F. Ryan.